# Bulefiske
Bulefiske är en sportfiskemetod som går ut på att med ekolod lokalisera fiskstim, oftast stim av torsk, och sedan släppa ned beten i stimmet. Bulefiske har oftast förknippats med vinterns torsklek i Öresund.  Torsken samlas i bulorna i väntan på leken. I ett reportage i Uppdrag granskning uppmärksammades denna typ av fiske vilket ledde till en mediadebatt om fiskemetodens lämplighet. Fiskeriverket genomdrev efter programmet och den följande debatten ett förbud mot ryckfiske, vilket dock inte är detsamma som bulefiske.

## Bulefiske i media
- Fiskeriverket föreslår förbud mot bulefiske. Aftonbladet 20080420)